# Всеобщие выборы в Кении (1992)
Всеобщие выборы 1992 года в Кении прошли 29 декабря. Выборы были первыми многопартийными с момента получения независимости в 1963 году, поскольку единственной легальной партией была Национальный союз африканцев Кении. Результаты были очернены обвинениями в вбросе бюллетеней и повлекли этническое насилие в провинции Рифт-Валли. Human Rights Watch обвинила нескольких известных кенийских политиков, включая президента Даниэля арапа Мои и тогдашнего вице-премьера Джорджа Саитоти в подстрекательстве и организации насилия.
Это были также первые выборы в Кении, на которых избирался президент. До этих выборов, президент избирался Национальной ассамблеей Кении. С поправкой конституции 1969 года, президент автоматически избирался на всех всеобщих выборах, в 1969, 1974, 1979, 1983 и 1988. Явка составила 69,4 %.

## Результаты

### Президентские выборы
| Кандидат                          | Партия                                     | Голоса    | %    |
| --------------------------------- | ------------------------------------------ | --------- | ---- |
| Даниэл арап Мои                   | Национальный союз африканцев Кении         | 1 927 645 | 36,6 |
| Кеннет Матиба                     | Форум за восстановление демократии — Асили | 1 354 856 | 25,7 |
| Мваи Кибаки                       | Демократическая партия                     | 1 035 507 | 19,6 |
| Огинга Одинга                     | Форум за восстановление демократии — Кения | 903 886   | 17,1 |
| Чибуле ва Тсума                   | Национальный конгресс Кении                | 15 393    | 0,3  |
| Джордж Аньона                     | Социалистический конгресс Кении            | 14 253    | 0,3  |
| Джон Мвау                         | Партия независимых кандидатов Кении        | 10 449    | 0,2  |
| Дэвид Нганга                      | Национальный демократический альянс Кении  | 8527      | 0,2  |
| Недействительные/пустые бюллетени |                                            |           |      |
| Итого                             | Итого                                      | 5 270 516 | 100  |
| Источник: Nohlen et al.           |                                            |           |      |

### Выборы в Национальную ассамблею
После выборов Мои назначил ещё 12 членов НСАК в Ассамблею.
| Партия                                     | Голоса    | %    | Места |
| ------------------------------------------ | --------- | ---- | ----- |
| Национальный союз африканцев Кении         | 1 327 691 | 24,5 | 100   |
| Форум за восстановление демократии — Асили | 1 118 247 | 20,6 | 31    |
| Демократическая партия                     | 1 016 049 | 18,7 | 23    |
| Форум за восстановление демократии — Кения | 928 364   | 17,1 | 31    |
| Национальный конгресс Кении                | 87 788    | 1,5  | 1     |
| Партия независимых кандидатов Кении        | 42 109    | 0,8  | 1     |
| Социалистический конгресс Кении            | 17 133    | 0,3  | 1     |
| Национальный демократический альянс Кении  | 771       | 0,0  | 0     |
| Социал-демократическая партия              | 177       | 0,0  | 0     |
| Недействительные/пустые бюллетени          |           |      |       |
| Итого                                      | Итого     | 100  | 188   |
| Источник: Nohlen et al.                    |           |      |       |

## Последствия
В 1993 году Кеннет Матиба подал петицию против результатов выборов. Однако он не был способен лично подписать петицию, что привело к тому, что судья Риага Омоло признала петицию недействительной. На тот момент, Матиба не был физически способен подписать бумаги и передал доверенности жене. В 2012 году судья Омоло был признан неприемлемым для работы в судебных органах по решению Коллегии судей и магистратов по проверке законности этого решения.